# Последен анализ
„Последен анализ“ (на английски: Final Analysis) е американски драматичен игрален филм от 1992 година на режисьора Фил Джоану, по сценарий на Уесли Стрик и участват актьорите Ричард Гиър, Ким Бейсингър, Ума Търман, Ерик Робъртс и Кийт Дейвид. Изпълнителни продуценти са Гиър и Маги Уайлд.
В стила на нео-ноара на филма „Последен анализ“ имитира трилърите на Алфред Хичкок, например като „Световъртеж“ (Vertigo) (1958).
Филмът излиза на екран на 7 февруари 1992 г. и е разпространен от Warner Bros.